# Чорний Василь Іванович (футболіст)
Васи́ль Іва́нович Чо́рний (нар. 30 жовтня 1987, село Рогачин Бережанського району Тернопільської області) — український футболіст, нападник, майстер спорту міжнародного класу.

## Клубна кар'єра
Василь Чорний почав займатися футболом у тернопільській СДЮШОР, згодом продовжив виступи на юнацькому рівні у тернопільському «Педліцеї». Перший тренер — В. С. Татаринов.
У 2005 році перейшов до тернопільської «Ниви», у складі якої дебютував у професіональному футболі 15 жовтня 2005 року у виїзному матчі проти «Динамо-3». За «Ниву» Чорний виступав до липня 2006 року, зігравши 13 матчів і не закріпившись у основі.
Улітку 2006 року переходить до «Буревісника» (згодом перейменованого на ФК «Тернопіль»), команди Тернопільського національного педагогічного університету. У цьому клубі він виступав у чемпіонаті Тернопільської області до кінця 2008 року.
Навесні 2009 року Василь Чорний знову повертається до «Ниви». Він провів у «Ниві» друге коло змагань у другій лізі, а після повернення команди до першої ліги зіграв один матч у першій лізі.
У серпні 2009 Чорний знову повернувся до ФК «Тернопіль-ТНПУ», з яким виграв кубок, забивши два голи у фіналі, та чемпіонат області.
Улітку 2016 року разом з Андрієм Кондзьолкою поїхав до Канади.

## Студентські змагання
Василь Чорний є студентом Тернопільського національного педагогічного університету та активно бере участь у студентських спортивних змаганнях. З 30 червня по 10 липня 2009 року брав участь в Універсіаді у Белграді у складі студентської збірної України, яка посіла перше місце. З 20 по 26 липня виступав на чемпіонаті Європи з футболу серед студентських команд у складі команди педуніверситету ФК «Тернопіль», яка посіла на турнірі перше місце і здобула звання чемпіонів Європи.
З 19 по 25 липня 2010 року вдруге виступав на студентському чемпіонаті Європи за ФК «Тернопіль», який цього разу завоював бронзові медалі.